# Glückauf (журнал)

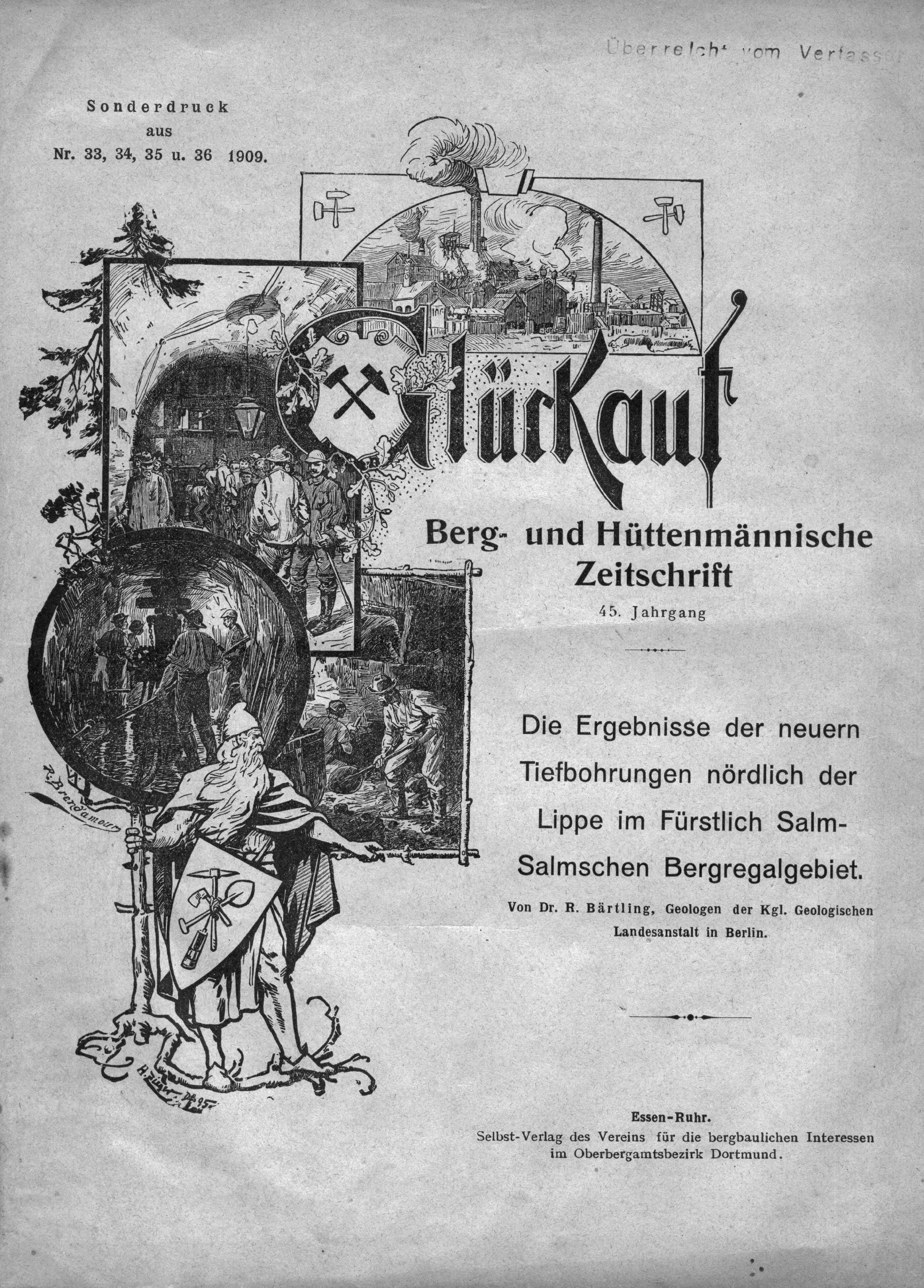
Glückauf, Sonderdruck 1909

Glückauf — Berg- und Hüttenmännische Zeitschrift — науково-виробничий журнал гірничого профілю. Один з найстаріших гірничих журналів.
Країна видання — Німеччина.
Спеціалізація: Розробка та періодична переробка (збагачення) вугільних, рудних та нерудних корисних копалин.
Рік заснування — 1865.
Випусків на рік — 24.
З 2011 р. — VGE Verlag, раніше Verlag Glückauf.
У 2012 журнал з'явився під назвою  Mining Report — Glückauf: журнал для видобутку корисних копалин, сировини і енергії , опублікований Wiley, Ernst & Sohn
У 2012 журнал об'єднано з двома іншими журналами («Felsbau magazin» і «Mining reporter») ;
У 2013 перейменований на «Mining+geo».